# Touchstone Pictures
Touchstone Pictures è stato un marchio di The Walt Disney Studios, creato nel 1970  che produceva e commercializzava film non prodotti appositamente per un pubblico infantile. Dal 2018, il marchio è chiuso.
La Touchstone Pictures aveva fino al 2007 anche una propria sottodivisione televisiva, la Touchstone Television, rinominata poi ABC Studios e successivamente ABC Signature.

## Storia
Le origini della Touchstone Pictures possono essere ricondotte a The Black Hole - Il buco nero (1979), un film di fantascienza che causò diverse polemiche a causa del fatto di essere il primo film Disney a ricevere una valutazione PG - Parental Guidance (in pratica il film era vietato ai bambini minori di 6 anni); la compagnia aveva comunque già distribuito il suo primo film con valutazione PG circa un anno prima, ma non si trattava di una produzione Disney.
Negli anni successivi, Disney produsse altri film con valutazione PG come Condorman (1981), Tron (1982) e Giallo a Malta (1983); quest'ultimo film causò molte critiche perché includere tematiche da adulti era considerato assolutamente inappropriato per un film Disney. Le controversie causate da Trenchcoat sono generalmente considerate come la causa scatenante della creazione della Touchstone Pictures. Tra i nomi proposti per la nuova compagnia ci fu quello di "Hyperion Pictures", in onore del posto degli studi negli anni trenta prima di spostarsi a Burbank. In seguito Hyperion sarebbe diventato il nome del ramo pubblicazioni della Disney.
Ufficialmente fondata dall'amministratore delegato della Disney Ron W. Miller nel 1984, il primo film della Touchstone fu Splash - Una sirena a Manhattan, e fu un grande successo. Il film includeva brevi scene di nudo di Daryl Hannah e un linguaggio per adulti, ma il successo che condusse all'affermazione della casa fu Chi ha incastrato Roger Rabbit (1988), la prima pellicola in tecnica mista della Touchstone, che rappresentò per la casa una repentina scalata verso il successo e il riconoscimento a livello mondiale.
La Touchstone divenne infatti, oltre che una grande fonte di introiti anche per la sua originaria casa madre Disney, una casa molto prolifica e sempre al passo con i tempi, soprattutto nel corso degli anni novanta e ancora di più negli anni duemila.
Dal 2009 la DreamWorks Pictures è un partner associato della Touchstone.
La divisione televisiva ha prodotto le serie Lost e Desperate Housewives, in onda sulla rete ABC di proprietà della stessa casa madre, che hanno riscosso grande successo. Nel 2018 il marchio è stato chiuso per cause sconosciute.

## Filmografia
- La grande abbuffata (Le grande bouffe,1973)
- Splash - Una sirena a Manhattan (Splash, 1984)
- Country (1984)
- Baby - Il segreto della leggenda perduta (Baby: Secret of the Lost Legend, 1985)
- Ritorno alla quarta dimensione (My Science Project, 1985)
- Su e giù per Beverly Hills (Down and Out in Beverly Hills, 1986)
- Un poliziotto fuori di testa (Off Beat, 1986)
- Per favore, ammazzatemi mia moglie (Ruthless People, 1986)
- Due tipi incorreggibili (Tough Guys, 1986)
- Il colore dei soldi (The Color of Money, 1986)
- Sorveglianza... speciale (Stakeout, 1987)
- Good Morning, Vietnam (1987)
- Tre scapoli e un bebè (Three Men and a Baby, 1987)
- Chi ha incastrato Roger Rabbit (Who Framed Roger Rabbit, 1988)
- Cocktail (1988)
- L'attimo fuggente (Dead Poet's Society, 1989)
- Turner e il casinaro (1989)
- Tre scapoli e una bimba (Three Men and a Little Lady, 1990)
- Dick Tracy (1990)
- Il Matrimonio di Betsy (1990)
- Oscar - Un fidanzato per due figlie (Oscar, 1991)
- Storie di amori e infedeltà (Scenes from a Mall, 1991)
- Pretty Woman (1991)
- Sister Act - Una svitata in abito da suora (1991)
- Il padre della sposa (1991)
- Cercasi superstar (Life With Mikey, 1993)
- Nightmare Before Christmas (1993)
- Alive - Sopravvissuti (1993)
- Sister Act 2 - Più svitata che mai (Sister Act 2: Back in the Habit, 1993)
- Ed Wood (film) (1994)
- Il padre della sposa 2 (1995)
- Phenomenon (Phenomeon, 1996)
- Starship Troopers - Fanteria dello spazio (Starship Troopers, 1997)
- Face/Off - Due facce di un assassino (Face/Off, 1997)
- Con Air (1997)
- Armageddon - Giudizio finale (Armageddon, 1998)
- Nemico pubblico (1998)
- Waterboy (1998)
- L'uomo bicentenario (Bicentennial Man, 1999)
- Il 13º guerriero (1999)
- Unbreakable - Il predestinato (2000)
- Alta fedeltà (2000)
- Pearl Harbor (2001)
- I Tenenbaum (The Royal Tenenbaums, 2001)
- Le ragazze del Coyote Ugly (2001)
- Signs (2002)
- Il regno del fuoco (2002)
- Sotto il sole della Toscana (Under the Tuscan Sun, 2003)
- La 25ª ora (25th Hour, 2003)
- Oscure presenze a Cold Creek (Cold Creek manor, 2003)
- The Village (2004)
- Squadra 49 (2004)
- Le avventure acquatiche di Steve Zissou (The Life Aquatic With Steve Zissou, 2004)
- Oceano di fuoco - Hidalgo (2004)
- King Arthur (2004)
- Guida galattica per autostoppisti (The Hitchhiker's Guide to the Galaxy, 2005)
- Flightplan - Mistero in volo (Flightplan, 2005)
- Cinderella Man - Una ragione per lottare (2005)
- Déjà vu - Corsa contro il tempo (2006)
- The Prestige (2006)
- Apocalypto (2006)
- Step Up (2006) (con Summit Entertainment)
- Svalvolati on the road (Wild Hogs, 2007)
- Swing Vote - Un uomo da 300 milioni di voti (2008)
- Miracolo a Sant'Anna (Miracle at St. Anna, 2008)
- I Love Shopping (Confessions of a Shopaholic, 2009)
- Ricatto d'amore (The Proposal, 2009)
- Il mondo dei replicanti (Surrogates, 2009)
- La fontana dell'amore (When in Rome, 2010)
- The Last Song (2010)
- Ancora tu! (2010)
- Gnomeo e Giulietta (2011)
- Strange Magic (2015)

### Lista dei film prodotti da Touchstone/DreamWorks
- Sono il Numero Quattro (2011)
- The Help (2011)
- Fright Night - Il vampiro della porta accanto (Fright Night), regia di Craig Gillespie (2011)
- Real Steel (2011)
- War Horse, regia di Steven Spielberg (2011)
- Una famiglia all'improvviso (People Like Us), regia di Alex Kurtzman (2011
- Delivery Man (2013)
- Need for Speed (2014)
- Amore, cucina e curry (The Hundred-Foot Journey) (2014)
- La luce sugli oceani (The Light Between Oceans) (2016)